# Velazconia trinubila
Velazconia trinubila là một loài bướm đêm trong họ Noctuidae.